# FMSX
fMSXはエミュレーターの父といわれるMarat Fayzullinにより作成された、MSXエミュレータの一つ。PCエミュレータでは最古参の部類に入るものである。オリジナルはプログラムの可搬性を想定してC言語で作成され、1993年にIBM-PCとDEC Alpha上で稼働したのが最初と言われる。その後、ソースコードがオープンソース化され、多数のプラットフォームに移植された。また、ソースコードに含まれるZ80のエミュレーションエンジンは、他の多数のエミュレータに流用されている。

## fMSX-MSDOS
PCの主力OSがMS-DOS 6.2、Windows 3.1、Windows 95の時代に広く普及したfMSXのバリエーションの一つ。DOSベースなのでWindowsではMS-DOSプロンプト上で動作する。最終バージョンは1.6b2.a。必要なハードウェア要件は以下の通り。
- i486SX-25MHz
- VGAビデオカード
- SoundBlaster2.0互換サウンドボード
- PCゲームポート対応

UNIX版はバージョン6.0がリリース、Android 版は Google play からダウンロード可能。MS-DOS版の移植は断念、Symbian 版は 3.5でリリースが終了しました。